# Hans Klaus (Literat)
Hans Klaus  (geboren 20. September 1901 in Karolinenthal, Österreich-Ungarn; gestorben 3. Oktober 1985 in London) war ein deutschsprachiger tschechoslowakisch-britischer Literat und Chemiker.

## Leben

### Herkunft und Jugend
Er stammte aus einer deutschsprachigen jüdischen  Familie. Der Vater war Simon Klaus (1863–1941), die Mutter  Johanna Weltsch (1867–1942) war die Halbtante der Schriftsteller Felix und Robert Weltsch. Die Eltern heirateten 1890 und hatten vier Söhne. Zwei von ihnen starben später als Soldaten im Ersten Weltkrieg, der Bruder Otto Klaus wurde Amtsarzt, er starb 1944 in Theresienstadt, wie dessen Frau und Sohn, nur die Tochter Alice  überlebte.
Hans Klaus besuchte ab 1907 die Grundschule in Karolinenthal bei Prag und ab 1911 die K. k. deutsche Staatsrealschule. Dort freundete er sich er mit Rudolf Altschul an. Im Sommer 1918 wurde er für den Militärdienst als untauglich ausgemustert, im Unterschied zu seinen drei älteren Brüdern.

### Chemiestudium und literarische Gruppe „Protest“
Hans Klaus studierte seit 1919 Chemie an der Deutschen Technischen Hochschule Prag. Seit diesem Jahr bildete er mit Rudolf Altschul, Konstantin Ahne und weiteren jungen Autoren die Gruppe Protest, die mehrere kurzlebige Zeitschriften  herausgaben und in gemeinsamen Lesungen auftraten, so 1919 im Klub deutscher Künstlerinnen.
1921 veröffentlichte er den dramatischen Versuch Zerebrastes in der Zeitschrift Avalum.

### Pharmazeut und Publizist
1923 beendete Hans Klaus sein Chemiestudium und begann 1924 eine Tätigkeit in einer pharmazeutischen Fabrik in Prag. 
Daneben schrieb er für das 8 Uhr-Abendblatt in Berlin und das Hamburger Fremdenblatt Kulturnachrichten aus Prag. Ab 1926 veröffentlichte er Gedichte im Prager Tagblatt, in der Prager Presse und in der Zeitschrift Witiko (von Josef Mühlberger). 1928 wurde  sein dreiaktiges Kammerspiel Eine bürgerliche Tragödie auf der Kleinen Bühne in Prag gespielt, Ende 1929 erschien Satanas obenauf als Tragikomödie in vier Akten., 1930 die Erzählung Dr. Schourek in der Zeitung Die Wahrheit in Fortsetzungen und 1931 ein Teil eines Romanmanuskripts, das nicht erhalten ist.

### Exil in England
Hans Klaus floh erst im April 1939 ohne Frau und Tochter nach Polen und gelangte im Mai mit dem Schiff nach England.
Dort unterrichtete er zunächst tschechische Flüchtlingskinder in Naturwissenschaften. Ab 1941 konnte er dann als Nahrungsmittelchemiker in Tipton arbeiten und wechselte später nach London. Aus dieser Zeit sind keine publizistischen Veröffentlichungen mehr bekannt. 1968 wurde er pensioniert.

## Ehe und Familie
Hans Klaus war verheiratet. Die Ehe wurde geschieden, die Ehefrau blieb 1939 in der Tschechoslowakei. Die  Tochter Brigitte (* 1931) blieb bei der Mutter, sie überlebte die Judenverfolgung und die eigene Deportation, und emigrierte 1946 nach England.

## Werke
- Bürgerliche Tragödie. Prag : Centrum, 1935